# Oberonia aporophylla
Oberonia aporophylla är en orkidéart som beskrevs av Heinrich Gustav Reichenbach. Oberonia aporophylla ingår i släktet Oberonia och familjen orkidéer.
Artens utbredningsområde är Filippinerna. Inga underarter finns listade i Catalogue of Life.